# Zhangzhou
Zhangzhou (漳州 em chinês) é uma cidade da província de Fuquiém, na China. Localiza-se no sul da província. Tem cerca de 520 mil habitantes. Foi fundada em 686.

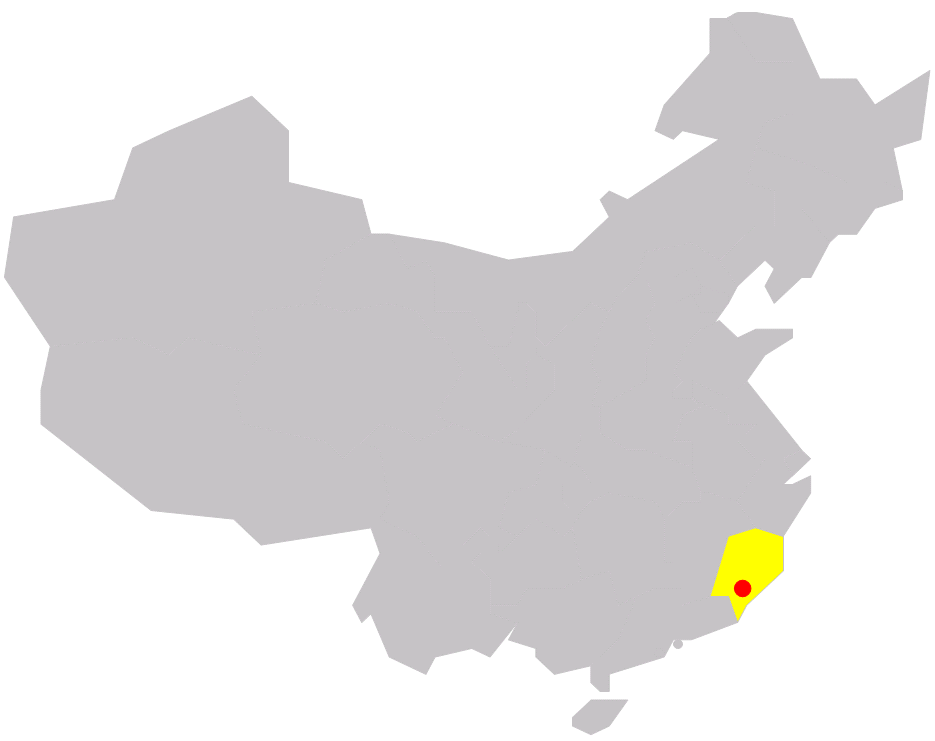
Localização de Zhangzhou